# رؤية الفارس
رؤية الفارس، والمعروفة أيضًا باسم حلم سكيبيو أو الرمزية، هي لوحة صغيرة منفذة بتقنية التِّمْبرا على ألواح الحور، رسمها الفنان رفائيل خلال الفترة 1503-1504.توجد اللوحة حاليًا في المعرض الوطني في لندن.
يُرجح أن هذه اللوحة كانت تشكِّل زوجًا مع لوحة النعم الثلاثة ، التي تتمتع بنفس الأبعاد (17 سم × 17 سم)، والموجودة حاليًا في متحف شاتو دي شانتيه.
هناك عدد من النظريات حول ما تهدف اللوحة إلى تمثيله. يعتقد بعض مؤرخو الفن أن الفارس النائم يمثل سكيبيو اميليانوس (185 – 129 ق.م)، وهو جنرال روماني حلم، وفقًا لكتاب شيشرون Somnium Scipionis، بأنه يتعين عليه الاختيار بين الفضيلة (التي يقع خلفها طريق شديد الانحدار وصخري) والمتعة (المصوَّرة في أردية أكثر مرونة).
يستحضر هذا لانسلوت النائم أيضًا ذكريات بطل قديم آخر: الجنرال الروماني بوبليوس كورنيليوس سكيبيو الإفريقي إميليانوس، الذي جاب الكون في حلم وتعلم (على الأقل وفقًا لـشيشرون) أن مكافأة الفضيلة هي مكان بين النجوم في السماء.
ومع ذلك، لا يتم تقديم الشخصيتين النسويتين كمُتنافسَتين. قد تمثلان الصفات المثالية للفارس؛ حيث تُشير الكتاب والسيف والزهرة التي تحملانها إلى المُثل العليا التي يجب أن يجمعها الفارس، وهي: العالِم، والجندي، والعاشق.
المصدر الأكثر احتمالًا لهذه الرمزية المصوَّرة هو مقطع من البونيكا، وهي قصيدة ملحمية تروي أحداث الحرب البونيقية الثانية، كتبها الشاعر سيليوس إيتاليكوس باللاتينية.
تم نقل اللوحة إلى إنجلترا بواسطة ويليام يونج أوتلي في عام 1800.
استخدم رفائيل مجموعة واسعة من الأصباغ لرسم هذا المشهد الملون. وقد حدد تحليل الأصباغ في ColourLex وجود صبغات مثل الأصفر الرصاصي القصديري، والأزرق الفوق بحري، وفيرديغريس، والأوكر.

## ملحوظات
1. ↑   http://www.nationalgallery.org.uk/paintings/raphael-an-allegory-vision-of-a-knight. اطلع عليه بتاريخ 2016-08-26. {{استشهاد ويب}}: |url= بحاجة لعنوان (مساعدة) والوسيط |title= غير موجود أو فارغ (من ويكي بيانات) (مساعدة)
2. ↑  Thoenes 2005، صفحة 17.
3. ↑  Girardi 1999، صفحة 31.
4. ↑  Rowland 2020.
5. ↑  nationalgallery 2012.
6. ↑  colourlex 2022.

## روابط خارجية
- تفاصيل القطعة، المعرض الوطني